# یواس‌اس ویپوس (اس‌پی-۴۰۵)
یواس‌اس ویپوس (اس‌پی-۴۰۵) (به انگلیسی: USS Weepoose (SP-405)) یک کشتی بود که طول آن ۶۰ فوت ۰ اینچ (۱۸٫۲۹ متر) بود. این کشتی در سال ۱۹۱۱ ساخته شد.